# مسلمان شدن چرکس‌ها
مسلمان شدن چِرکِس‌ها از قرن هجدهم آغاز شد. در سال ۱۷۱۷، امپراتوری عثمانی اسلام آوردن چرکس‌ها (مردم آدیغه) را به یک سیاست دولتی تبدیل کرد که توسط خان‌های کریمه، دولت گیرای و قاضی گیرای، اجرا می‌شد.
گسترش اسلام در بین مردم چرکس با افزایش قدرت امپراتوری عثمانی در منطقه دریای سیاه ارتباط مستقیم داشت. عثمانی از قرن پانزدهم تا قرن نوزدهم تلاش می‌کرد بر چرکس‌ها تسلط یابد اما موفق نشد. به همین دلیل، ترک‌ها تصمیم گرفتند از اسلام به عنوان ابزاری برای نفوذ سیاسی در منطقه استفاده کنند. این روند در واقع نوعی تعامل میان فرهنگ اسلامی و فرهنگ سنتی چرکس‌ها بود.
در ابتدا، اسلام بیشتر در میان طبقات بالای جامعه چرکس رواج یافت و مردم عادی به باورهای پیشین خود پایبند ماندند. با این حال، در برخی مناطق مانند کاباردا که ساختارهای فئودالی پیشرفته‌تر بودند، اسلام زودتر پذیرفته شد. روند گرایش به اسلام فراز و نشیب‌های زیادی داشت و در برخی دوره‌ها گسترش می‌یافت و در برخی دوره‌ها رو به افول می‌رفت.
به‌طورکلی، چرکس‌ها در طول سه قرن اسلام را به عنوان یک کپی‌برداری ساده پذیرفتند و سعی نکردند آن را با فرهنگ خود تلفیق کنند. در نتیجه، اسلام در چرکسیه با باورهای پیش از اسلام آمیخته شد و از آموزه‌های اصلی قرآن فاصله گرفت. با وجود نفوذ اسلام در چرکسیه در پایان قرن هجدهم، همچنان بسیاری از مردم به اعتقادات پیشین خود پایبند بودند.
در قرن نوزدهم، جنگ قفقاز و تبلیغات مذهبی ترکیه باعث شد اسلام به عنوان پرچم مبارزه مردم چرکس علیه روسیه و عامل اتحاد آن‌ها مطرح شود. در این دوره، گرایش به اسلام در میان چرکس‌ها به‌طور چشمگیری افزایش یافت، زیرا در مواجهه با تهدید روسیه، اسلام را به‌عنوان تکیه‌گاهی معنوی پذیرفتند.